# Brutz
Die Brutz ist ein Fluss in Frankreich, der in den Regionen Pays de la Loire und Bretagne verläuft. Sie entspringt im Gemeindegebiet von Villepot, entwässert generell in nordwestlicher Richtung und mündet nach rund 25 Kilometern an der Gemeindegrenze von Soulvache und Teillay als linker Nebenfluss in den Semnon. 
Auf ihrem Weg verläuft die Brutz großteils im Département Loire-Atlantique, bildet im Unterlauf jedoch die Grenze zum Département Ille-et-Vilaine, die gleichzeitig auch die Regionsgrenze zwischen dem Pays de la Loire und der Bretagne darstellt.

## Orte am Fluss
(Reihenfolge in Fließrichtung)
- Villepot
- Noyal-sur-Brutz
- Rougé
- Soulvache